# Paradelphomyia (Oxyrhiza) pygmaea
Paradelphomyia (Oxyrhiza) pygmaea is een tweevleugelige uit de familie steltmuggen (Limoniidae). De soort komt voor in het Palearctisch gebied.